# 非交换概率空间
在数学的分支概率论和算子代数中，非交换概率空间是对经典概率空间、尤其是经典概率论的随机变量代数表述的推广。一般的非交换概率空间也称代数非交换概率空间，其定义为一个有单位元的代数 {\displaystyle {\mathcal {A}}} ，其上配备有一个保单位元的线性泛函 {\displaystyle \phi } 。 {\displaystyle {\mathcal {A}}} 中元素可视为是非交换版本的随机变量，而 {\displaystyle \phi } 则计算各随机变量的期望。出于各种实际目的，代数非交换概率空间定义中的要求往往需要加强，从而引出§ 非交换*-概率空间等概念。
非交换概率空间是非交换概率论的基本数学结构，非交换概率论可应用在谱理论、随机矩阵和量子力学中。

## 动机

### 随机变量代数与期望
测度论表述中的概率论是基于所谓概率空间 {\displaystyle (\Omega ,\Sigma ,\mathbb {P} )} ，即一个总测度为一的（正）测度空间。所谓随机变量即是其上的实值可测函数，而随机变量的期望则是其勒貝格積分。
现在考虑全体本质有界的随机变量，它们构成了一个 {\displaystyle \mathbb {R} } 上的代数，这里简单记作 {\displaystyle L^{\infty }} 。在这个代数上，期望映射 {\displaystyle \mathbb {E} :L^{\infty }\to \mathbb {R} } 是唯一能满足 {\displaystyle \forall X\in \Sigma ,\ \mathbb {E} (1_{X})=\mathbb {P} (X)} 且给出单调收敛性质的线性映射，其中 {\displaystyle 1_{X}} 表示 {\displaystyle X} 的指示函数。反过来，若具有单调收敛性质的非负线性映射 {\displaystyle \mathbb {E} :L^{\infty }\to \mathbb {R} } 满足 {\displaystyle \mathbb {E} (\mathbf {1} )=1} （其中 {\displaystyle \mathbf {1} } 是值为一的常函数，即 {\displaystyle L^{\infty }} 上的乘法单位元），则可用 {\displaystyle \forall X\in \Sigma ,\ \mathbb {E} (1_{X})=\mathbb {P} (X)} 一式唯一地定义一个概率测度。在这个意义上，随机变量代数的期望映射和概率空间的概率测度是一一对应的。借助单调类定理，还可建立在单调收敛下封闭的 {\displaystyle \Omega } 上的有界函数代数与 {\displaystyle L^{\infty }} 的一一对应。
对事件空间地位的降低，以及对代数性质的强调，使得概率论可以有较明显的推广方案，来兼容非交换的随机变量。

## 定义

### 非交换概率空间
{\displaystyle ({\mathcal {A}},\phi )} 是一代数非交换概率空间，若 {\displaystyle {\mathcal {A}}} 是 {\displaystyle \mathbb {C} } 上的一个有单位元 {\displaystyle 1_{\mathcal {A}}} 的代数， {\displaystyle \phi :{\mathcal {A}}\to \mathbb {C} } 是 {\displaystyle {\mathcal {A}}} 上一个满足 {\displaystyle \phi (1_{\mathcal {A}})=1} 的线性泛函。一些作者也考虑代数无单位元的情况。

### 非交换*-概率空间
{\displaystyle ({\mathcal {A}},\phi )} 是一非交换*-概率空间，若 {\displaystyle ({\mathcal {A}},\phi )} 是一个代数非交换概率空间，且满足：
- {\displaystyle {\mathcal {A}}} 是一个*-代数；
- {\displaystyle \phi } 是一个正映射，也就是说 {\displaystyle {\mathcal {A}}} 中的正元总是被映为非负实数，或者等价地说{\displaystyle \forall a\in {\mathcal {A}},\quad \phi (a^{*}a)\geq 0.}这个条件结合 {\displaystyle \phi (1_{\mathcal {A}})=1} 意味着 {\displaystyle \phi } 是一个态（英语：State (functional Analysis)）。

### 非交换C*-概率空间
{\displaystyle ({\mathcal {A}},\phi )} 是一非交换C*-概率空间，若 {\displaystyle ({\mathcal {A}},\phi )} 是一个非交换*-概率空间，且满足：
- {\displaystyle {\mathcal {A}}} 是一个C*-代数；
- 态 {\displaystyle \phi } 是非退化的，也就是说 {\displaystyle \|a\|_{\infty }=0\implies a=0.}

上面的 {\displaystyle \|\cdot \|_{\infty }} 是一个 {\displaystyle \phi } 诱导的半范数，定义为{\displaystyle \forall a\in {\mathcal {A}},\quad \|a\|_{\infty }=\sup\{\|ax\|_{2}|x\in {\mathcal {A}}\land \|x\|_{2}\leq 1\},} 形式上它类似于左乘映射 {\displaystyle x\mapsto ax} 的算子范数。一些作者不要求 {\displaystyle \phi } 为非退化的，因为总是可商去满足 {\displaystyle \|a\|_{\infty }=0} 的元素所构成的*-理想使其成为非退化的。

### 非交换W*-概率空间
{\displaystyle ({\mathcal {A}},\phi )} 是一非交换W*-概率空间，若 {\displaystyle ({\mathcal {A}},\phi )} 是一个非交换C*-概率空间，且满足：
- {\displaystyle {\mathcal {A}}} 是一个W*-代数；
- 态 {\displaystyle \phi } 是正规的。或者等价地说， {\displaystyle \phi } 是超弱连续的。

值得一提的是，即便在非交换概率空间的定义中解除对有单位元的要求，如此定义的非交换W*-概率空间也必然有单位元。

### 文内引注
1. ↑  Voiculescu, Dan (编). . Münster Lectures in Mathematics. Zürich, Switzerland: European Mathematical Society. 2016. ISBN 978-3-03719-165-1.
2. ↑  . What's new. 2010-02-11  [2024-04-21]. （原始内容存档于2023-12-17） （英语）.
3. ↑  Lowther, George. . Almost Sure. 2019-11-10  [2024-04-21]. （原始内容存档于2024-04-21） （英语）.
4. ↑  Lowther, George. . Almost Sure. 2019-12-08  [2024-04-20]. （原始内容存档于2024-04-20） （英语）.
5. ↑  Lowther, George. . Almost Sure. 2020-02-05  [2024-04-20] （英语）.